# Valle Fértil
Valle Fértil is een departement in de Argentijnse provincie San Juan. Het departement (Spaans:  departamento) heeft een oppervlakte van 6.419 km² en telt 6.864 inwoners.

## Plaatsen in departement Valle Fértil
- Agua Cercada
- Astica
- Baldes del Rosario
- Chucuma
- Ischigualasto
- La Majadita
- La Mesada
- Las Tumanas
- Los Baldecitos
- Los Bretes
- Los Rincones
- Rio Verde
- Sierra de Chávez
- Sierra de Elizondo
- Sierra de Rivero
- Usno
- Valdes de Astica
- Valdes de Las Chilcas
- Valdes del Sur
- Villa San Agustín